# O Grande Conflito
O Grande Conflito é um livro de Ellen G. White, uma das fundadoras da Igreja Adventista do Sétimo Dia e considerada uma profetisa ou mensageira de Deus entre os membros adventistas do sétimo dia. Nela, White descreve o " tema do Grande Conflito " entre Jesus Cristo e Satanás, que se estendeu ao longo dos milênios desde o seu início no céu, até o seu fim final, quando os remanescentes fiéis a Deus serão levados ao céu no Segundo Advento de Cristo, e o mundo é destruído e recriado. Quanto à razão para escrever o livro, a autora relatou: "Nesta visão em Lovett's Grove (em 1858), a maior parte do assunto do Grande Conflito que eu tinha visto dez anos antes, foi repetido, e me foi mostrado que eu devo escrever isso." 
O tema do pequeno livro original cujo foco estava em mostrar como Deus os levou até o movimento de 1844 e prepará-los para o Fim dos Tempos, descrevendo os eventos que ocorrerão nas igrejas cristãs e no mundo antes do retorno de Jesus, foi expandido primeiro para um conjunto de quatro volumes de livros (1870–1884) (veja a tabela abaixo) e depois para um volume separado em 1888. A atual edição de 1911 é também um dos cinco volumes do Conflict of the Ages. Os livros de 1884, 1888 e 1911 incorporam dados históricos de outros autores. 
A autora valorizava este livro "acima da prata ou ouro",  e recomendou que ele fosse distribuído a todos.

## Sinopse

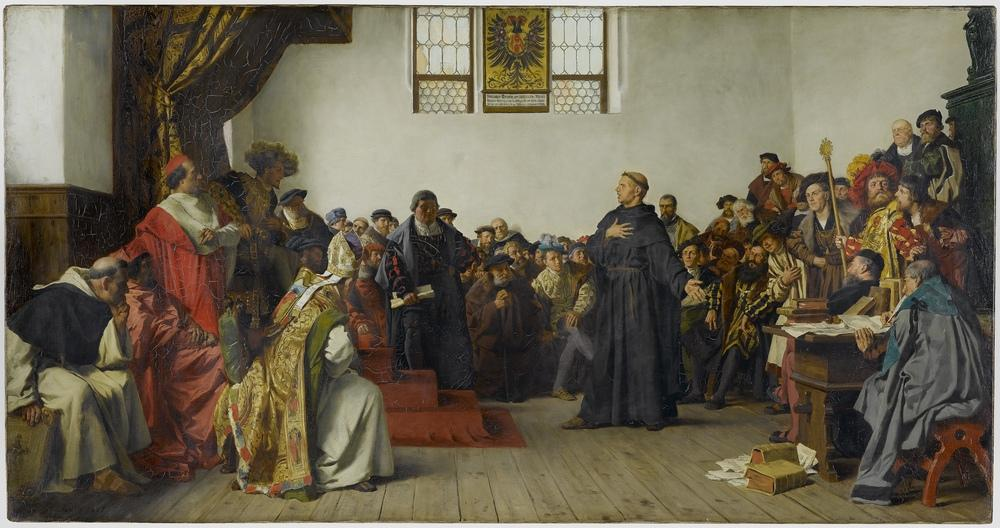
Martinho Lutero na Dieta de Worms

O livro fala sobre como a Revolução Francesa foi profetizada na Bíblia.

Esta sinopse é da atual edição de 1911. Cobre apenas a dispensação cristã. 
O livro começa com uma visão histórica, que começa com a destruição de Jerusalém em 70 dC, aborda o movimento da Reforma e do Advento em detalhes, e culmina com uma longa descrição do fim dos tempos. Ele também descreve várias doutrinas adventistas do sétimo dia, incluindo o santuário celestial, o juízo investigativo e o estado dos mortos.
Grande parte da primeira metade do livro é dedicada ao conflito histórico entre o catolicismo romano e o protestantismo. White escreve que o papado propagou uma forma corrupta de cristianismo a partir do tempo de Constantino I e, durante a Idade Média, foi combatido apenas pelos valdenses e outros pequenos grupos, que preservaram uma forma autêntica de cristianismo. Começando com John Wycliffe e Jan Huss e continuando com Martinho Lutero, Huldrych Zwingli e outros, a Reforma levou a uma recuperação parcial da verdade bíblica. No início do século 19, William Miller começou a pregar que Jesus estava prestes a retornar à Terra; seu movimento acabou resultando na formação da igreja adventista. 
A segunda metade do livro é profética, visando um ressurgimento da supremacia papal. O governo civil dos Estados Unidos formará uma união com a Igreja Católica Romana, assim como com o protestantismo apóstata, levando à imposição de uma lei universal dominical (a marca da besta) e uma grande perseguição aos guardadores do sábado imediatamente antes da segunda vinda de Jesus. E estes farão parte do tempo do fim remanescente dos crentes que são fiéis a Deus, os quais serão selados e manifestados imediatamente antes da segunda vinda de Jesus. 
O site oficial de Ellen G. White Estate considera a versão de 1888 como o "Grande Conflito" original, sendo a edição de 1911 a única revisão. A "Sinopse" e "Fontes" abaixo refletem isso e não se referem de forma alguma à versão de 1858 e apenas parcialmente à versão de 1884. 
Enquanto trabalhava para concluir o livro em 1884, White escreveu: "Eu quero tirá-lo o mais rápido possível, pois o nosso pessoal precisa tanto dele... Não consegui dormir à noite, por pensar nas coisas importantes a acontecer... Grandes coisas estão diante de nós e queremos chamar as pessoas de sua indiferença para se prepararem”. 
No prefácio da edição de 1911, a autora afirma que o propósito primordial do livro é "traçar a história da controvérsia em eras passadas e, especialmente, apresentá-la de modo a lançar uma luz sobre a rápida luta do futuro".

## Publicação e distribuição
Há quatro edições principais do livro comumente chamado O Grande Conflito. Embora atualmente todas as edições impressas pelas editoras adventistas do sétimo dia sejam baseadas na edição de 1911, as três primeiras edições também foram reimpressas por editoras adventistas do sétimo dia como reproduções fac-símile, e vários membros adventistas do sétimo dia reimprimiram-nas em várias edições. formatos com vários títulos também. 
Histórico de Publicação: 
| Nome do livro | Ano  | Tiragem   |
| --- | ---- | --------- |
| Spiritual Gifts, v. 1: O Grande Conflito entre Cristo e Seus Anjos e Satanás e Seus Anjos                                   | 1858 | ~ 48.800  |
| O Espírito de Profecia, v. 4: O Grande Conflito Entre Cristo e Satanás Da Destruição de Jerusalém até o Fim da Controvérsia | 1884 | ~ 136.700 |
| O Grande Conflito Entre Cristo e Satanás Durante a Dispensação Cristã                                                       | 1888 | ~ 237.400 |
| O Conflito das Eras na Dispensação Cristã, v. 5: O Grande Conflito Entre Cristo e Satanás                                   | 1911 | ~ 241.500 |

### A edição de 1858
Em 1858, em Lovett's Grove, Ohio, no domingo, 14 de março, um funeral foi realizado em uma escola onde Ellen e James White estavam realizando reuniões. James foi convidado a falar e Ellen foi movida a dar seu testemunho. No meio de sua fala, ela teve uma visão de duas horas na frente da congregação. A visão tratava principalmente do "grande conflito", que ela havia visto dez anos antes (1848). Foi-lhe dito que ela deveria escrevê-lo. No dia seguinte, no trem, começaram a fazer planos para escrever e publicar o futuro livro assim que retornassem para casa. Durante uma parada, Ellen sofreu um derrame de paralisia, o que tornou a escrita praticamente impossível.
Durante várias semanas depois, Ellen não conseguia sentir pressão na mão ou água fria derramada na cabeça. No início, ela escrevia apenas uma página por dia e depois descansava por três. Mas, à medida que progredia, sua força aumentava e, quando terminou o livro, todos os efeitos do derrame haviam desaparecido. O livro foi concluído em meados de agosto e posteriormente publicado como Spiritual Gifts, Vol. 1: The Great Controversy Between Christ and His Angels, and Satan and His Angels.
É escrito na primeira pessoa do presente, com a frase "Eu vi" sendo usada 161 vezes para se referir à experiência da autora ao receber a visão dada para capacitá-la a escrever este livro. O livro descreve toda a história do pecado cronologicamente, desde antes de o pecado entrar no universo até depois de sua destruição final na Nova Terra.[carece de fontes?]

### A edição de 1884
Os planos foram traçados no final da década de 1860 para a série Spirit of Prophecy, uma expansão do tema do Grande Conflito de 1858 em quatro volumes, especialmente projetada para a leitura dos Adventistas do Sétimo Dia. O Volume 1, tratando da história do Antigo Testamento, foi publicado em 1870. A história do Novo Testamento exigiu dois volumes que foram publicados em 1877 e 1878.
Para o volume 4, Ellen foi instruída através de uma visão a apresentar um esboço do conflito entre Cristo e Satanás conforme se desenvolveu na dispensação cristã para preparar a mente do leitor a entender claramente o conflito que ocorre nos dias de hoje. Ela explicou:
"Conforme o Espírito de Deus abriu à minha mente as grandes verdades de Sua Palavra e as cenas do passado e do futuro, fui ordenada a tornar conhecido a outros aquilo que assim foi revelado – traçar a história do conflito nos tempos passados e, especialmente, apresentá-lo de forma a iluminar a rápida aproximação do conflito futuro. Os grandes eventos que marcaram o progresso da reforma nos tempos passados são questões de história, bem conhecidas e universalmente reconhecidas pelo mundo protestante; são fatos que ninguém pode negar. Os fatos foram condensados no menor espaço possível, consistente com a devida compreensão de sua aplicação." 
Grande parte dessa história passou diante dela em visão, mas nem todos os detalhes e nem sempre em sequência precisa. Em uma declaração lida em 30 de outubro de 1911, com a assinatura escrita de Ellen, W. C. White disse:
"Ela (Ellen) fez uso de boas e claras declarações históricas para ajudar a esclarecer ao leitor as coisas que está tentando apresentar. Quando eu era um mero menino, ouvi ela ler a História da Reforma de D'Aubigne para meu pai. Ela leu para ele grande parte, senão todo, dos cinco volumes. Ela leu outras histórias da Reforma. Isso a ajudou a localizar e descrever muitos dos eventos e movimentos apresentados a ela em visão." 
Embora os verbos usados ainda sejam geralmente no presente, o aspecto da primeira pessoa não está presente. O livro foi publicado em duas encadernações, uma, de cor oliva, com o título The Great Controversy, a outra em tecido preto intitulado Spirit of Prophecy, volume 4. O livro foi vendido tanto para Adventistas do Sétimo Dia quanto para o público em geral. Cinquenta mil cópias foram distribuídas em três anos.

### A edição de 1888

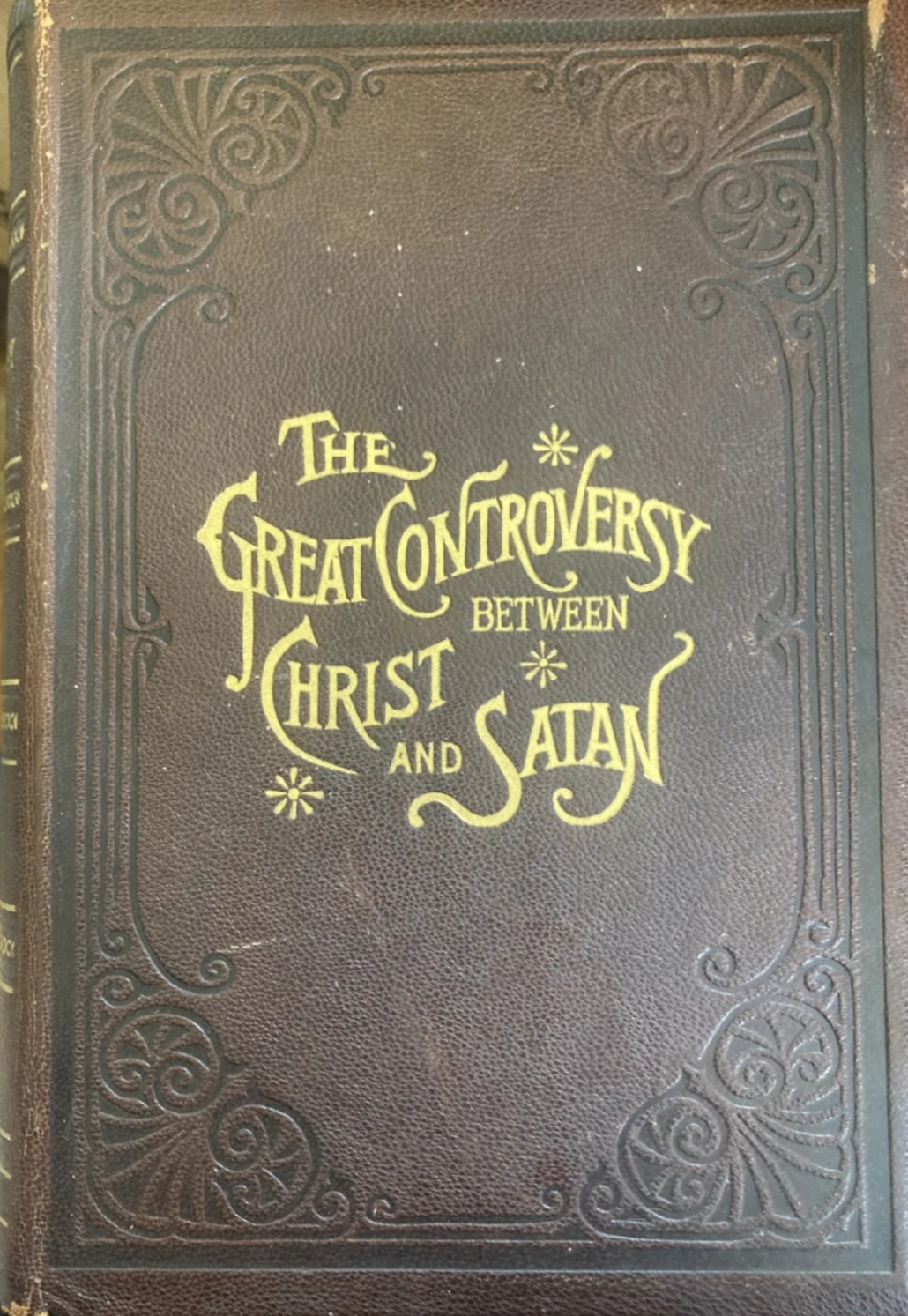
Opção de design Full Morocco em couro marrom, com bordas douradas.

O Grande Conflito de 1884 teve vendas crescentes. Em 1887, C. H. Jones, gerente da Pacific Press, informou a Ellen que eles precisavam redefinir completamente o tipo para o livro porque o tipo antigo estava desgastado. Esse era, portanto, um bom momento para melhorar e fazer correções no livro.
O livro de 1884 estava alcançando além das fileiras dos Adventistas do Sétimo Dia. No entanto, a terminologia e, em alguns casos, o conteúdo era direcionado em grande parte aos Adventistas. Expressões familiares aos Adventistas eram às vezes incompreensíveis para o leitor comum. Além disso, alguns assuntos foram tratados de forma muito breve porque se esperava que os leitores estivessem familiarizados com eles. Parecia desejável uma adaptação da redação e também a mudança do tempo verbal de presente para passado.
Naquela época, Ellen estava vivendo na Europa, a terra da Reforma, um assunto que é uma parte importante do livro. Consequentemente, ela adicionou um capítulo sobre Huss e Jerônimo de Praga, que anteriormente haviam sido apenas brevemente mencionados. Mais foi adicionado sobre Huldrych Zwingli e João Calvino. Outros capítulos foram ampliados e adições importantes foram feitas sobre o santuário. Escrituras adicionais foram introduzidas e referências de rodapé foram aumentadas.
O livro também foi traduzido para Francês e Alemão. Os tradutores e revisores, junto com White e seus editores, liam, discutiam e traduziam capítulos do livro enquanto ele estava sendo revisado para a nova edição. Por meio disso, os tradutores captaram o espírito do trabalho e assim puderam melhorar a tradução.
A introdução descreve o trabalho dos profetas de Deus e detalha a comissão de Deus para ela escrever o livro:
"Através da iluminação do Espírito Santo, as cenas do conflito prolongado entre o bem e o mal foram abertas ao escritor destas páginas. De tempos em tempos, fui permitida a contemplar a atuação, em diferentes épocas, do grande conflito entre Cristo, o Príncipe da vida, o Autor da nossa salvação, e Satanás, o príncipe do mal, o autor do pecado, o primeiro transgressor da santa lei de Deus.
Ela escreveu: "Enquanto escrevia o manuscrito de O Grande 
Conflito muitas vezes estive consciente da presença dos anjos de Deus... . E muitas vezes as cenas sobre as quais eu estava escrevendo foram apresentadas novamente a mim em visões da noite, de modo que estavam frescas e vívidas em minha mente."
Na Edição de 1884, Ellen citou D'Aubigne, Wylie, etc. Nesta ampliação, ela trouxe consideravelmente mais desses materiais. Às vezes ela citava, às vezes parafraseava, e às vezes descrevia, com suas próprias palavras, os eventos históricos que formavam o veículo para apresentar o quadro maior, o conflito nos bastidores, que havia sido revelado a ela em visão. Em consonância com o pensamento da época, ela e aqueles associados a ela não consideravam esse uso de materiais disponíveis como uma questão que exigisse reconhecimento específico.

### A edição de 1911

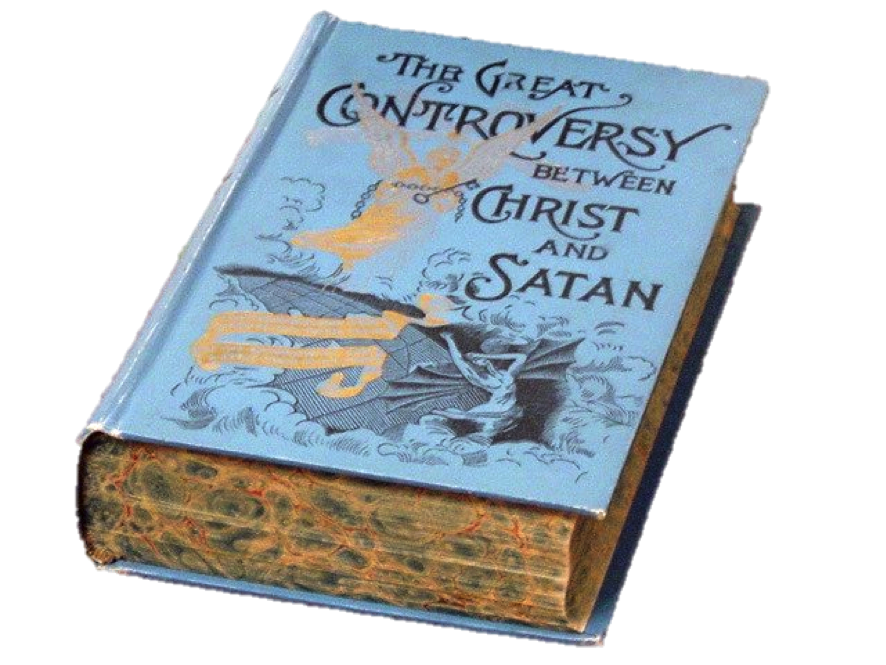
Capa da edição de 1911.

Em 1907, tantas cópias tinham sido impressas que reparos tiveram que ser feitos nas placas mais desgastadas. Ao mesmo tempo, as ilustrações foram melhoradas e um índice de assuntos foi adicionado. Então, em 1910, C. H. Jones, o gerente da Pacific Press, escreveu dizendo que as placas estavam totalmente desgastadas e precisavam ser substituídas antes que outra impressão pudesse ser feita. Como White possuía as placas de impressão, qualquer coisa que fosse feita com O Grande Conflito teria que ser feita sob sua direção e às suas custas.
No início, os procedimentos pareciam rotineiros e descomplicados. Nenhuma alteração no texto foi contemplada, além de correções técnicas que pudessem ser sugeridas por Miss Mary Steward, uma revisora experiente e membro da equipe de White. No entanto, Ellen White decidiu examinar o livro de perto e fazer mudanças conforme necessário:

"Quando soube que O Grande Conflito precisava ser redefinido, determinei que teríamos tudo examinado de perto, para ver se as verdades que continha estavam expressas da melhor maneira possível, para convencer aqueles que não são de nossa fé de que o Senhor me guiou e sustentou na escrita de suas páginas." 

O livro foi revisado de acordo com os seguintes itens:
1. A atitude cultural em relação à citação de fontes havia mudado desde que o livro foi impresso pela primeira vez, então referências completas e verificadas foram anotadas para cada citação extraída de histórias, comentários e outras obras teológicas.
2. Referências temporais, como 'Por cerca de quarenta anos', foram reformuladas para estarem corretas independentemente de quando fossem lidas.
3. Palavras mais precisas foram selecionadas para apresentar fatos e verdades de forma mais correta e precisa.
4. A verdade foi expressa de forma mais gentil para não repelir os leitores católicos e céticos.
5. Obras de referência foram escolhidas que estavam prontamente disponíveis para a maioria dos leitores onde os fatos pudessem ser desafiados.
6. Notas de rodapé foram adicionadas.

Além disso, Willie White, filho e agente de Ellen, seguindo os desejos de Ellen, buscou sugestões úteis de outros. Ele relatou:

"Consultamos os homens do Departamento de Publicação, com agentes estaduais de vendas e com membros dos comitês de publicação, não apenas em Washington, D.C., mas na Califórnia, e pedi a eles que gentilmente chamassem nossa atenção para quaisquer passagens que precisassem ser consideradas em conexão com a redefinição do livro." 

Sugestões de todo o mundo foram recebidas. Essas foram combinadas em um grupo de pontos a serem estudados, primeiro pela equipe de White e, finalmente, pela própria White. Enquanto delegava os detalhes do trabalho aos membros de sua experiente equipe de escritório, ela carregava a responsabilidade pelas mudanças no texto. Ela era a juíza final e revisora do manuscrito.
Quando o tipo foi definido e as folhas de prova estavam disponíveis pelos editores, um conjunto marcado, mostrando claramente tanto a leitura antiga quanto a nova, foi submetido a White para uma leitura cuidadosa e aprovação. No início de julho de 1911, o livro estava nas encadernações da Pacific Press e da Review and Herald. 
Em uma carta para A. G. Daniells, White escreveu em agosto de 1910, pouco antes da edição de 1911 ser publicada:

"Mensagem após mensagem tem chegado a mim do Senhor sobre os perigos que cercam você e o Elder Prescott. Eu vi que Satanás teria ficado muito satisfeito se os Elders Prescott e Daniells tivessem empreendido o trabalho de uma revisão geral de nossos livros que têm feito um bom trabalho no campo por anos." 

### Outros editores
Além das grandes casas publicadoras adventistas, o livro também foi impresso e distribuído por várias iniciativas independentes. Remnant Publications enviou mais de 350.000 cópias do livro para residentes de Charlotte, Carolina do Norte, em 2014, depois de já terem enviado um milhão de livros para pessoas em Manhattan e mais de 300.000 para pessoas em Washington, D.C.

Em 2024, eles também enviaram milhares de cópias para residências em Kansas City, Missouri. 

## Versões
- 1858 versão Paperback, 219 páginas. Review and Herald Publishing Association, reprodução fac-símile ISBN 978-0-8280-1631-5
- 1911 Versão em capa dura, Pacific Press Publishing Association; Edição de luxo (junho de 2002). ISBN 0-8163-1923-5 ISBN   0-8163-1923-5

## Série de livrosConflito das Eras
- Vol. 1 - Patriarcas e Profetas
- Vol. 2 - Profetas e Reis
- Vol. 3 - O Desejado de Todas as Nações
- Vol. 4 - Atos dos Apóstolos
- Vol. 5 - O Grande Conflito